# Sonata per a piano núm. 1 (Brahms)
La Sonata per a piano núm. 1 en do major és l'obra de Johannes Brahms identificada com la seva opus 1. Escrita i publicada el gener de 1853 a Hamburg, és la primera de les seves tres sonates per a piano.
Malgrat ser el seu primer treball publicat, en realitat va ser compost després de la seva segona sonata per a piano. No obstant això, la segona sonata va ser publicada més tard perquè Brahms va reconèixer la importància d'una publicació inaugural i va considerar que la sonata en do major era d'una qualitat superior. Va ser enviada juntament amb la seva segona sonata a Breitkopf & Härtel amb una carta de recomanació de Robert Schumann. Aquesta obra està dedicada a Joseph Joachim; Brahms va anar a la seva casa on va conèixer també a Hans von Bülow, pianista i director d'orquestra que fou el primer a interpretar aquesta obra en públic en un concert a Hamburg l'any 1854.

## Anàlisi musical
La sonata es compon de quatre moviments:
- I. Allegro (do major)
- II. Andante (nach einem altdeutschen Minneliede) (do menor - do major)
- III. Allegro molto e con fuoco - Più mosso (el meu menor - do major)
- IV. Allegro con fuoco - Prest non troppo ed agitato (do major)

I. Allegro.
El primer moviment està escrit en la forma sonata, amb una exposició repetida.
II. Andante.
El segon moviment és un tema amb variacions, que està inspirat en la cançó Verstohlen geht der Mond auf. El compositor creia que era un antic Minnelied (una cançó de tema amorós) alemany però en realitat ho havia escrit el dialectòleg alemany Anton Wilhelm von Zuccalmaglio el 1840. Brahms reescriuria aquesta obra per a cor de dones el 1859 (classificada com a WoO 38/20).
III. Allegro molto e con fuoco - Più mosso.
El tercer moviment és un scherzo seguit d'un trio.
IV. Allegro con fuoco - Prest senar troppo ed agitato.
El quart moviment és un rondó, amb un tema que queda modificat notablement en cada repetició.

### Text
Text de la cançó Verstohlen geht der Mond auf.
| Text original en alemany | Traducció |
| --- | --- |
| Verstohlen geht der Mond auf. Blau, blau Blümelein! Durch Silberwölkchen führt sein Lauf. Blau, blau Blümelein! Rosen im Tal, Mädel im Saal, O schönste Rosa! | Sigil·losament s'eleva la lluna. Blava, flor blava! A través de petits núvols platejats s'obre camí. Blava, flor blava! Roses a la vall, Donzella en el saló, Oh, la més bella Rosa! |